# 하보우만의 약속
"하보우만의 약속"은 한국에서 제작된 이장호 감독의 2025년 다큐멘터리 영화이다.

## 출연
- 이승만
- 박정희